# Bertran de Castellet
Bertran de Castellet fou un noble al servei de Ramon Berenguer IV de Barcelona.
Nat i mort en anys indeterminats del segle xii, intervingué activament en la reconquesta del Priorat juntament amb els germans Ponç i Ramon de Cervera i amb Arbert de Castellvell. Va ser el que inicià la repoblació de Reus, després de l'intent de Robert d'Aguiló, que, a punt de morir, va deixar la vila de Reus a l'església de sant Fructuós de Tarragona. Dos dies després, el bisbe de Tarragona Bernat Tort deixà com a senyor feudal (castlà) de Reus Bertran de Castellet donant-li domini sobre dos terços de la població. L'altre terç va ser atorgat al canonge cambrer, que depenia de la cúria. Va dirigir la conquesta de Siurana el 1153, de la qual va ser nomenat castlà i se n'hi encomanà la repoblació. Una de les primeres coses que va fer a Siurana va ser la delimitació del seu territori, juntament amb Berenguer de Mulnell, per mitjà d'una enquesta entre els sarraïns fugits a València i els que residien a la ribera de l'Ebre. Atorgà també les cartes de població de Tarragona i de Mont-roig. Un nebot seu, hi ha qui diu que potser n'era fill, Berenguer de Castellet, va ser canonge cambrer de Reus.
L'historiador reusenc Andreu de Bofarull diu que en temps del rei Alfons el Cast, Guillem de Castellet, pare de Bertran, era senyor del castell de Castellet. Bertran va heretar els castells de Terrassola, Olorda, Riudecanyes, Mont-roig i Marçà. L'escut dels Castellet duia un castell d'or en camp d'atzur, amb portes i merlets, i al damunt una corona de baró.
La ciutat de Reus li va dedicar un carrer